# Parque Quase-Nacional Niseko-Shakotan-Otaru Kaigan
O Parque Quase-Nacional Niseko-Shakotan-Otaru Kaigan é um parque quase-nacional localizado na prefeitura japonesa de Hokkaido. Estabelecido em 24 de julho de 1963, tem uma área de 19 009 hectares.